# Première Division (Burkina Faso)
La Première Division è la massima divisione del campionato burkinabé di calcio, organizzata dalla Federazione calcistica del Burkina Faso (FBF), l'organo che governa il calcio in Burkina Faso. Vi partecipano 16 squadre.

## Albo d'oro
- 1961 : ASF Bobo-Dioulasso
- 1962 : Étoile Filante Ouagadougou
- 1963 : USFR Abidjan-Niger
- 1964 : USFR Abidjan-Niger
- 1965 : Étoile Filante Ouagadougou
- 1966 : ASF Bobo-Dioulasso
- 1967 : US Ouagadougou
- 1968 : USFR Abidjan-Niger
- 1969 : ASFAN Ouagadougou
- 1970 : ASFAN Ouagadougou
- 1971 : ASFAN Ouagadougou
- 1972 : Racing Club de Bobo
- 1973 : Jeanne d'Arc
- 1974 : Silures
- 1975 : Silures
- 1976 : Silures
- 1977 : Silures
- 1978 : Silures
- 1979 : Silures
- 1980 : Silures
- 1983 : US Ouagadougou
- 1984 : ASFAN Ouagadougou
- 1985 : Étoile Filante Ouagadougou
- 1986 : Étoile Filante Ouagadougou
- 1987 : ASFAN Ouagadougou
- 1988 : Étoile Filante Ouagadougou
- 1989 : ASFA-Yennenga
- 1990 : Étoile Filante Ouagadougou
- 1991 : Étoile Filante Ouagadougou
- 1992 : Étoile Filante Ouagadougou
- 1993 : Étoile Filante Ouagadougou
- 1994 : Étoile Filante Ouagadougou
- 1995 : ASFA-Yennenga
- 1996 : Racing Club de Bobo
- 1997 : Racing Club de Bobo
- 1998 : USFAN Ouagadougou
- 1999 : ASFA-Yennenga
- 2000 : USFAN Ouagadougou
- 2001 : Étoile Filante Ouagadougou
- 2002 : ASFA-Yennenga
- 2002-03 : ASFA-Yennenga
- 2003-04 : ASFA-Yennenga
- 2004-05 : Rail Club du Kadiogo
- 2005-06 : ASFA-Yennenga
- 2006-07 : Commune FC
- 2007-08 : Étoile Filante Ouagadougou
- 2008-09 : ASFA-Yennenga
- 2009-10 : ASFA-Yennenga
- 2010-11 : ASFA-Yennenga
- 2011-12 : ASFA-Yennenga
- 2012-13 : ASFA-Yennenga
- 2013-14 : Étoile Filante Ouagadougou
- 2014-15 : Racing Club de Bobo
- 2015-16 : Rail Club du Kadiogo
- 2016-17 : Rail Club du Kadiogo
- 2017-18 : ASF Bobo-Dioulasso
- 2018-19 : Rahimo
- 2019-20 : non concluso[1]
- 2020-21 : SONABEL
- 2021-22 : R.C. Kadiogo
- 2022-23 : AS Douanes Ouagadougou
- 2023-24 : AS Douanes Ouagadougou
- 2024-25 : Rahimo

## Vittorie per squadra
| Squadra                      | Città          | Vittorie | Anni                                                                         |
| ---------------------------- | -------------- | -------- | ---------------------------------------------------------------------------- |
| ASFA-Yennenga (Jeanne d'Arc) | Ouagadougou    | 13       | 1973, 1989, 1995, 1999, 2002, 2003, 2004, 2006, 2009, 2010, 2011, 2012, 2013 |
| Étoile Ouagadougou           | Ouagadougou    | 13       | 1962, 1965, 1985, 1986, 1988, 1990, 1991, 1992, 1993, 1994, 2001, 2008, 2014 |
| Silures                      | Bobo Dioulasso | 7        | 1974, 1975, 1976, 1977, 1978, 1979, 1980                                     |
| USFAN (ASFAN e USFAN)        | Ouagadougou    | 7        | 1969, 1970, 1971, 1984, 1987, 1998, 2000                                     |
| RC Bobo                      | Bobo Dioulasso | 4        | 1972, 1996, 1997, 2015                                                       |
| R.C. Kadiogo                 | Kadiogo        | 4        | 2005, 2016, 2017, 2022                                                       |
| ASF Bobo                     | Bobo Dioulasso | 3        | 1961, 1966, 2018                                                             |
| US FRAN                      | Bobo-Dioulasso | 3        | 1963, 1964, 1968                                                             |
| Ouagadougou                  | Ouagadougou    | 2        | 1967, 1983                                                                   |
| AS Douanes Ouagadougou       | Ouagadougou    | 2        | 2023, 2024                                                                   |
| Rahimo                       | Bobo-Dioulasso | 2        | 2019, 2025                                                                   |
| CF Ouagadougou               | Ouagadougou    | 1        | 2007                                                                         |
| SONABEL                      | Ouagadougou    | 1        | 2021                                                                         |